# Maesa tongensis
Maesa tongensis är en viveväxtart som beskrevs av Carl Christian Mez. Maesa tongensis ingår i släktet Maesa och familjen viveväxter. Inga underarter finns listade i Catalogue of Life.